# Dominique Arnaud
Dominique Arnaud (Tarnos, 19 settembre 1955 – Dax, 20 luglio 2016) è stato un ciclista su strada francese.

## Carriera
Professionista dal 1980 al 1991, in carriera ha vinto tre tappe alla Vuelta a España, svolgendo prevalentemente il ruolo di gregario per ciclisti come Bernard Hinault e Miguel Indurain. È morto il 20 luglio 2016 a Dax, a 60 anni, dopo una lunga malattia.

## Palmarès

### Strada
- 1978 (Dilettanti, una vittoria)

Classifica generale Tour de l'Yonne
- 1980 (Reynolds, una vittoria)

16ª tappa - 1ª semitappa Vuelta a España (Ponferrada > León)
- 1982 (Wolber-Spidel, una vittoria)

14ª tappa Vuelta a España (Antella > Albacete)
- 1983 (Wolber-Spidel, due vittorie)

Grand Prix de la Ville de Rennes
Classifica generale Tour du Limousin
- 1985 (La Vie Claire-Wonder-Radar, due vittorie)

3ª tappa - parte a Tour d'Armorique (Quimper > Morlaix)
4ª tappa Tour du Limousin (Guéret > Limoges)
- 1986 (Reynolds, una vittoria)

5ª tappa - 1ª semitappa Volta Ciclista a Catalunya (Camprodon > Vic)
- 1987 (Reynolds-Seur, due vittorie)

3ª tappa Vuelta a Andalucía (Utrera > Utrera)
16ª tappa Vuelta a España (Puenteareas > Ponferrada)
- 1990 (Banesto, due vittorie)

4ª tappa Tour du Vaucluse
6ª tappa Grand Prix du Midi Libre (Lunel > Montpellier, cronometro)

#### Altri successi
- 1981 (Puch-Wolber-Campagnolo)

Criterium Redon
- 1985 (La Vie Claire-Wonder-Radar)

Circuit des Genêts Verts
3ª tappa Tour de France (Vitré > Fougères, cronosquadre)
- 1987 (Reynolds-Seur)

Criterium Vouneuil-sous-Biard
- 1988 (Reynolds)

Criterium Monein
Criterium Vayrac
- 1989 (Reynolds)

Criterium Breuillet
Criterium Le Havre
- 1990 (Banesto)

Criterium Alès

## Piazzamenti

### Grandi Giri
- Giro d'Italia

1983: 25º
1985: 34º
1988: 38º
1991: 33º
- Tour de France

1981: 24º
1982: 36º
1983: 26º
1984: 54º
1985: 22º
1986: 76º
1987: ritirato (20ª tappa)
1988: 48º
1989: 30º
1990: 59º
1991: 77º
- Vuelta a España

1980: 54º
1982: 22º
1987: 50º
1989: 38º

### Classiche monumento
- Milano-Sanremo

1987: 105º
1989: 61º
- Giro delle Fiandre

1989: 59º
- Liegi-Bastogne-Liegi

1989: 70º
1990: 114º

### Competizioni mondiali
- Campionati del mondo

Praga 1981 - In linea Professionisti: 35º
Altenrhein 1983 - In linea Professionisti: 22º
Giavera del Montello 1985 - In linea Professionisti: 46º
Colorado Springs 1986 - In linea Professionisti: 37º
Chambéry 1989 - In linea Professionisti: ritirato